# 40.º governo da Monarquia Constitucional
O 40.º governo da Monarquia Constitucional, também conhecido como a terceira fase do 4.º governo do Rotativismo, do 3.º governo do Fontismo e do 17.º desde a Regeneração, nomeado a 24 de outubro de 1883 e exonerado a 20 de fevereiro de 1886, foi presidido por António Maria de Fontes Pereira de Melo.
A sua constituição era a seguinte:
| Cargo                                                                                 | Detentor | Detentor                                                       | Período                                          |
| ------------------------------------------------------------------------------------- | -------- | -------------------------------------------------------------- | ------------------------------------------------ |
| Presidente do Conselho de Ministros                                                   |          | António Maria de Fontes Pereira de Melo (1819–1887)            | 24 de outubro de 1883 a 20 de fevereiro de 1886  |
| Ministro e Secretário de Estado dos Negócios do Reino                                 |          | Augusto César Barjona de Freitas (1834–1900)                   | 24 de outubro de 1883 a 20 de fevereiro de 1886  |
| Ministro e Secretário de Estado dos Negócios Eclesiásticos e de Justiça               |          | Lopo Vaz de Sampaio e Melo (1848–1892)                         | 24 de outubro de 1883 a 4 de fevereiro de 1885   |
| Ministro e Secretário de Estado dos Negócios Eclesiásticos e de Justiça               |          | Augusto César Barjona de Freitas (interino) (1834–1900)        | 4 de fevereiro de 1885 a 19 de novembro de 1885  |
| Ministro e Secretário de Estado dos Negócios Eclesiásticos e de Justiça               |          | Manuel da Assunção (1844–1893)                                 | 19 de novembro de 1885 a 20 de fevereiro de 1886 |
| Ministro e Secretário de Estado dos Negócios da Fazenda                               |          | Ernesto Hintze Ribeiro (1849–1907)                             | 24 de outubro de 1883 a 20 de fevereiro de 1886  |
| Ministro e Secretário de Estado dos Negócios da Guerra                                |          | António Maria de Fontes Pereira de Melo (1819–1887)            | 24 de outubro de 1883 a 20 de fevereiro de 1886  |
| Ministro e Secretário de Estado dos Negócios da Marinha e Ultramar                    |          | Manuel Pinheiro Chagas (1842–1895)                             | 24 de outubro de 1883 a 20 de fevereiro de 1886  |
| Ministro e Secretário de Estado dos Negócios Estrangeiros                             |          | José Vicente Barbosa du Bocage (1823–1907)                     | 24 de outubro de 1883 a 20 de fevereiro de 1886  |
| Ministro e Secretário de Estado dos Negócios das Obras Públicas, Comércio e Indústria |          | António Augusto de Aguiar (1838–1887)                          | 24 de outubro de 1883 a 4 de fevereiro de 1885   |
| Ministro e Secretário de Estado dos Negócios das Obras Públicas, Comércio e Indústria |          | Ernesto Hintze Ribeiro (interino) (1849–1907)                  | 24 de outubro de 1883 a 3 de dezembro de 1883    |
| Ministro e Secretário de Estado dos Negócios das Obras Públicas, Comércio e Indústria |          | António Maria de Fontes Pereira de Melo (interino) (1819–1887) | 4 de fevereiro de 1885 a 19 de novembro de 1885  |
| Ministro e Secretário de Estado dos Negócios das Obras Públicas, Comércio e Indústria |          | Tomás Ribeiro (1831–1901)                                      | 19 de novembro de 1885 a 20 de fevereiro de 1886 |